# Geeuwpolder
De Geeuwpolder (Fries: Geaupolder) is een natuurgebied aan de zuidwestzijde van het Sneekermeer, dat in de Nederlandse provincie Friesland ligt.

## Beschrijving
De Geeuwpolder, die een eiland vormt, ligt in de gemeente Súdwest-Fryslân, ten oosten van het tweelingdorp Oppenhuizen/Uitwellingerga. Het is een zomerpolder, die 's winters onder water staat en in de zomer wordt bemalen. Daarmee is het een van de weinige polders in Nederland waarvan de waterstand slechts met behulp van windkracht wordt geregeld. Dit gebeurt door de Geeuwpoldermolen, een uit de eerste helft van de negentiende eeuw daterende spinnenkopmolen, en door twee Amerikaanse windmotoren, de windmotoren Uitwellingerga 1 en 2.
Het gebied is eigendom van Staatsbosbeheer, dat het beheer van delen ervan speciaal richt op weidevogels. In de polder komen de kemphaan en de watersnip voor. De oevers van de polder, die te lijden hebben van de golfslag op het Sneekermeer, zijn versterkt met basaltblokken. Hierop zijn soms oeverlopers te zien.